# Karl Wilhelm Kummer
Karl Wilhelm Kummer (* 1785 in Ortrand; † 1855 in Berlin) war ein deutscher Globenhersteller und Pappmachékünstler.

## Leben
Kummer war Sohn des Theodor Gotthelf Kummer (1740–1806), der Regimentschirurg (Feldscher) war, und der Erdmuthe Kummer, geb. Müller, der ältesten Tochter des Kurfürstlich Sächsischen Garderobenschneiders Müller in Dresden. Kummer hatte sieben Geschwister, darunter den Bruder Friedrich Gotthelf Kummer, der mit Caspar David Friedrich befreundet war, und den Naturforscher Adolph Kummer. Emilie Fontane war seine Adoptivtochter.
Er studierte Botanik und erfand eine Pflanzenpresse sowie 1808 ein neues Verfahren zur Trocknung und Präparierung von Pflanzen. Dass seine pflanzlichen Präparate eine bislang nicht gekannte Haltbarkeit und Frische aufwiesen, rief das Erstaunen der Betrachter hervor. Er nahm an den Befreiungskriegen (1813–1815) teil. Nach der sächsischen Landesteilung ließ er sich in Berlin nieder, um sich hier ausschließlich dem Studium der Geographie zu widmen. Im Ergebnis fertigte er Reliefkarten und Reliefgloben, „die alles bisher dagewesene ihrer Art an Genauigkeit, Haltbarkeit und Leichtigkeit übertrafen.“ 1820 überreichte Kummer einen Reliefglobus „als ein Zeichen seiner Verehrung“ persönlich in Pillnitz an den König Friedrich August I. von Sachsen. Für seine Verdienste erhielt er von der Krone Sachsens den Titel Königlich Sächsischer Kommissionsrat. 
Emilie Fontane war seine Adoptivtochter, Theodor Fontane sein Schwiegersohn. Fontane bezeichnete Kummer als „einen Tausendkünstler, der sich ein wirkliches, der Erdkunde zu gute kommendes Verdienst erworben hat“ und „unter anderem auch der Erfinder der Reliefkarten und (-)Globen“ ist.
Kummers Globen basieren auf den Forschungen Carl Ritters und Alexander von Humboldts. Von Kummer gibt es u. a. eine Beschreibung des Montblanc-Gebirges, welches von Carl Ritter herausgegeben wurde. 1844 stellte Kummer einen Kronleuchter aus Pappmaché für das von Carl Ferdinand Langhans neu errichtete Opernhaus in Berlin her, das binnen Jahresfrist als Ersatz für die abgebrannte Oper errichtet wurde. Das war zugleich Kummers größter realisierter Auftrag.